# Сражение при Филиппи
Сражение при Филиппи (англ. Battle of Philippi) произошло 3 июня 1861 года в округе Барбур, Вирджиния (сейчас — Западная Вирджиния). Сражение больше напоминало перестрелку и не имело большого значения, но оно стало первым сражением американской гражданской войны и первым сражением кампании в Западной Вирджинии. Сражение принесло славу генералу Макклеллану и придало уверенность федеральному командованию, которое призвало к решительному наступлению на Ричмонд, что привело к разгрому федеральной армии в сражении при Булл-Ран. Сражение произошло у местечка Филиппи, которое получило своё название от античного города Филиппы, поэтому в некоторых языках название сражения совпадает с названием Сражения при Филиппах.

## Предыстория
После начала военных действий в форте Самтер в апреле 1861 года, генерал-майор Джордж Макклеллан вернулся в армию и 13 мая принял командование департаментом Огайо со штаб-квартирой в Цинциннати, штат Огайо. Макклеллан планировал наступление на то, что сейчас является штатом Западная Вирджиния (в то время северо-западные округа Содружества Вирджиния), которое, как он надеялся, приведёт к кампании против столицы конфедератов Ричмонда, штат Вирджиния. Его ближайшими целями было оккупировать территорию, чтобы защитить в основном поддерживавшее Союз население в округах вдоль реки Огайо, и держать открытой железную дорогу «Балтимор и Огайо» , важнейшую линию снабжения Союза.
26 мая Макклеллан, в ответ на поджоги мостов на «Балтиморе и Огайо», недалеко от города Фармингтона , приказал полковнику Бенджамину Франклину Келли из Союзного 1-го пехотного полка Западной Виргинии со своим полком и ротой А из 2-й пехотной части Западной Вирджинии, чтобы продвигаться от Уиллинга в район и охранять важный мост через реку Мононгпхилу в Фэрмонте, на расстоянии около 110 км к юго-востоку от Уилинга. Люди Келли были поддержаны 16-й пехотой Огайо под командованием полковника Джеймса Ирвина. Получив Фэрмонт, 30 мая 1-й пехотный полк Западной Вирджинии снова продвинулся и захватил важный железнодорожный узел Графтон примерно в 24 км к юго-востоку от Фэрмонта.
Тем временем, 14-му пехотному полку Огайо под командованием полковника Джеймса Стидмана было приказано занять Паркерсберг, а затем отправиться в Графтон, примерно в 140 км к востоку. К 28 мая Макклеллан в общей сложности направил около 3000 солдат в Западную Вирджинию и передал их под общее командование бригадирного генерала Томаса Морриса, командира добровольцев Индианы.
4 мая полковник Конфедерации Джордж Портерфилд был назначен командующим государственными силами в северо-западной Вирджинии и отдал приказ Графтону взять на себя ответственность за призывы в этом районе. По мере продвижения колонн Союза, плохо вооруженные 800 новобранцев Портерфилда отступили в Филиппи, примерно в 27 км к югу от Графтона. Филиппи находился в округе Барбур, который проголосовал за отделение Вирджинии. Флаг отделения пальметто развевался над зданием суда с января 1861 года. В Филиппи крытый мост охватывал долину реки Тайгарт и являлся значимой частью жизненно важной магистрали Беверли-Фэрмонт.
В то время как Портерфилд имел командование над подразделением полковой численности, оно состояло из независимых рот, которые ещё не были официально организованы в полки. Большинство из них были местными новобранцами из округов Тейлор, Покахонтас, Упшур, Харди, Пендлтон, Харрисон, Барбур, Марион и долины Огаста, Бат, Рокбридж и Хайленд., Кампании были гвардейцы Летчер, спасители Покахонтас, Апшур Грейс, гвардейцы Франклин, Харди Блюз, Мэрион Гардс, Харрисон Рифлс, Хайлендс Каунти Хайлендерс, Барбур Грейс, Потомак гвардейцы, Бат Грейс, Драгун Второй Рокбридж, Черчвильская кавалерия и Барбур Лайтхаорс Кавалери. Эти кампании были в конечном счете организованы в 25-й пехотный полк Вирджинии, 31-й пехотный полк Вирджинии, 11-ю кавалерию Вирджинии и 14-ю кавалерию Вирджинии, после чего кавалерия Барбур Лайторс распалась после битвы.